# Palm Valley (Teksas)
Palm Valley – miasto w Stanach Zjednoczonych, w stanie Teksas, w hrabstwie Cameron.